# 15960 Глубока
15960 Глубока (15960 Hluboká) — астероїд головного поясу, відкритий 2 лютого 1998 року.
Тіссеранів параметр щодо Юпітера — 3,257.